# Eremoleon anomalus
Eremoleon anomalus är en insektsart som först beskrevs av Jules Pièrre Rambur 1842. 
Eremoleon anomalus ingår i släktet Eremoleon och familjen myrlejonsländor. Inga underarter finns listade i Catalogue of Life.